# (2730) Barks
(2730) Barks est un astéroïde de la ceinture principale.

## Description
(2730) Barks est un astéroïde de la ceinture principale. Il fut découvert le 30 août 1981 à la station Anderson Mesa par Edward L. G. Bowell. Il présente une orbite caractérisée par un demi-grand axe de 2,72 UA, une excentricité de 0,13 et une inclinaison de 6,4° par rapport à l'écliptique.

## Compléments